# (4901) Ó Briain
(4901) Ó Briain – planetoida z głównego pasa planetoid okrążająca Słońce w ciągu 3,43 lat w średniej odległości 2,27 au. Odkryli ją dwaj japońscy astronomowie amatorzy Masaru Arai i Hiroshi Mori 3 listopada 1988 roku w Yorii. Dara Ó Briain (ur. 1972) to irlandzki komik i prezenter telewizyjny.